# 4934 Rhôneranger
A 4934 Rhoneranger (ideiglenes jelöléssel 1985 JJ) a Naprendszer kisbolygóövében található aszteroida. Edward L. G. Bowell fedezte fel 1985. május 15-én.